# Armend Mehaj
Armend Mehaj (ur. 13 lipca 1981 w Isniq) – norweski wojskowy pochodzenia kosowskiego, w latach 2021–2023 minister obrony Kosowa.

## Życiorys
Od 2002 do 2016 służył w armii norweskiej, gdzie dosłużył się stopnia oficerskiego; działał między innymi w ramach KFOR (2003–2004), a także uczestniczył w misjach NATO w Afganistanie (2008) oraz w Czadzie i w Republice Środkowoafrykańskiej (2009). W latach 2015–2019 odbył studia z zakresu psychologii stosowanej na Høgskolen i Oslo.
Zaangażował się w działalność Samookreślenia, 22 marca 2021 roku objął funkcję ministra obrony Republiki Kosowa i pełnił ją do 8 sierpnia 2023 roku.
Poza językiem albańskim deklaruje także znajomość języków angielskiego, duńskiego, niemieckiego, norweskiego i szwedzkiego.

## Odznaczenia
- Krzyż Honorowy Bundeswehry w Złocie (2023)[2]
- Medal za Wybitną Służbę (2024)[3]

## Życie prywatne
Żonaty, ojciec trzech dzieci.